# Fredensborg (Fredensborg Kommune)
Fredensborg anhörenⓘ ist eine Stadt auf der dänischen Insel Seeland mit 8960 Einwohnern (1. Januar 2023).
Fredensborg liegt im Nordosten der gleichnamigen Kommune und ist bekannt für das Schloss Fredensborg, welches sich in der Stadt befindet.

## Geografie
Fredensborg liegt im Nordosten von Seeland in der Region Hovedstaden, das Stadtzentrum der dänischen Hauptstadt Kopenhagen ist in südöstlicher Richtung (Luftlinie) etwa 34 km entfernt. Fredensborg ist nach Kokkedal (Stadtteil von Hørsholm) und Humlebæk die drittgrößte Stadt in der nach der Stadt benannten Fredensborg Kommune.
Fredensborg befindet sich nahe dem Ufer des Esromsee (dänisch Esrum sø), dem zweitgrößten See Dänemarks, etwa 9 km westlich der Ostseeküste.
Die nächsten größeren Städte mit den jeweiligen Himmelsrichtungen, in denen sie liegen, sind:
| Helsinge 14 km      | Hornbæk 14 km                               | Helsingør 13 km |
| Frederiksværk 24 km | Kompassrose, die auf Nachbargemeinden zeigt | Humlebæk 8 km   |
| Hillerød 8 km       | Birkerød 14 km                              | Hørsholm 10 km  |

## Geschichte

### Name
Der Name Fredensborg wurde im Jahre 1722 zum Gedenken an den Frieden nach dem Großen Nordischen Krieg eingeführt. Er bedeutet Burg des Friedens.

### Anfänge der Ortsentwicklung
Die Entstehung von Fredensborg ist zurückzuführen auf den Bau des Schlosses auf Veranlassung des dänischen Königs Friedrich IV. in den Jahren 1720–1722. Die für den Bau benötigten Handwerker und auch die Soldaten wohnten im nahegelegenen Dorf Asminderød. Nach und nach entstand der Ort Fredensborg in unmittelbarer Nähe zum Schloss, der besonders in der zweiten Hälfte des 18. Jahrhunderts wuchs. Im 19. Jahrhundert stagnierte das Wachstum bis zur Anbindung an das Schienennetz.

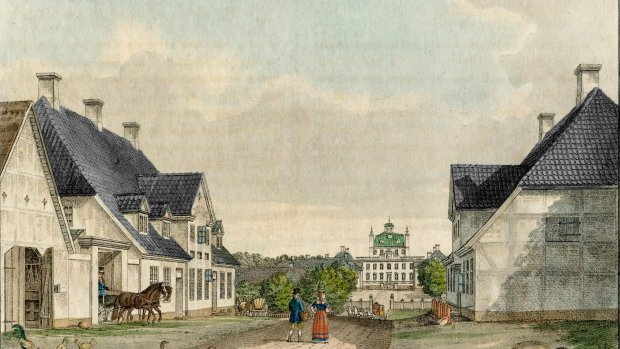
Gemälde von H. Holm, welches Fredensborg mit dem Schloss in der ersten Hälfte des 19. Jahrhunderts zeigt

### Weiteres Wachstum
Im Jahre 1864 wurde auf dem Gebiet von Asminderød etwas außerhalb des Ortskerns von Fredensborg ein Bahnhof errichtet. Dieser lag an der Bahnstrecke København–Hillerød–Helsingør und förderte erneutes Wachstum des Ortes. Fredensborg wurde zum Sitz von immer mehr öffentlichen Einrichtungen, Handel und Handwerk sowie Hotels und Freizeiteinrichtungen siedelten sich an. Zu Beginn der 1920er Jahre wuchsen die Siedlungsgebiete von Asminderød und Fredensborg zu einer Stadt zusammen, Asminderød gehörte von nun an zur Stadt Fredensborg.
1921 hatte Fredensborg 1.951 Einwohner.
Ab den 1950er Jahren begann die Kommune Bauland aufzukaufen und neue Stadtteile entstanden.

### Reformen der Verwaltung
Ab 1970 war Fredensborg Verwaltungszentrum der damals neu geschaffenen Asminderød-Grønholt Kommune, welche ein Jahr später in Fredensborg-Humlebæk Kommune umbenannt wurde.
Zur Verwaltungsreform 2006/2007 wurde die Fredensborg Kommune geschaffen, deren Verwaltungssitz in Kokkedal liegt.

## Sehenswürdigkeiten
Das Schloss Fredensborg befindet sich im Nordwesten der Stadt, es wird zeitweise von der dänischen Königsfamilie bewohnt.
Außerdem befindet sich im Stadtteil Asminderød die ursprünglich im 12. Jahrhundert erbaute Asminderød Kirke.

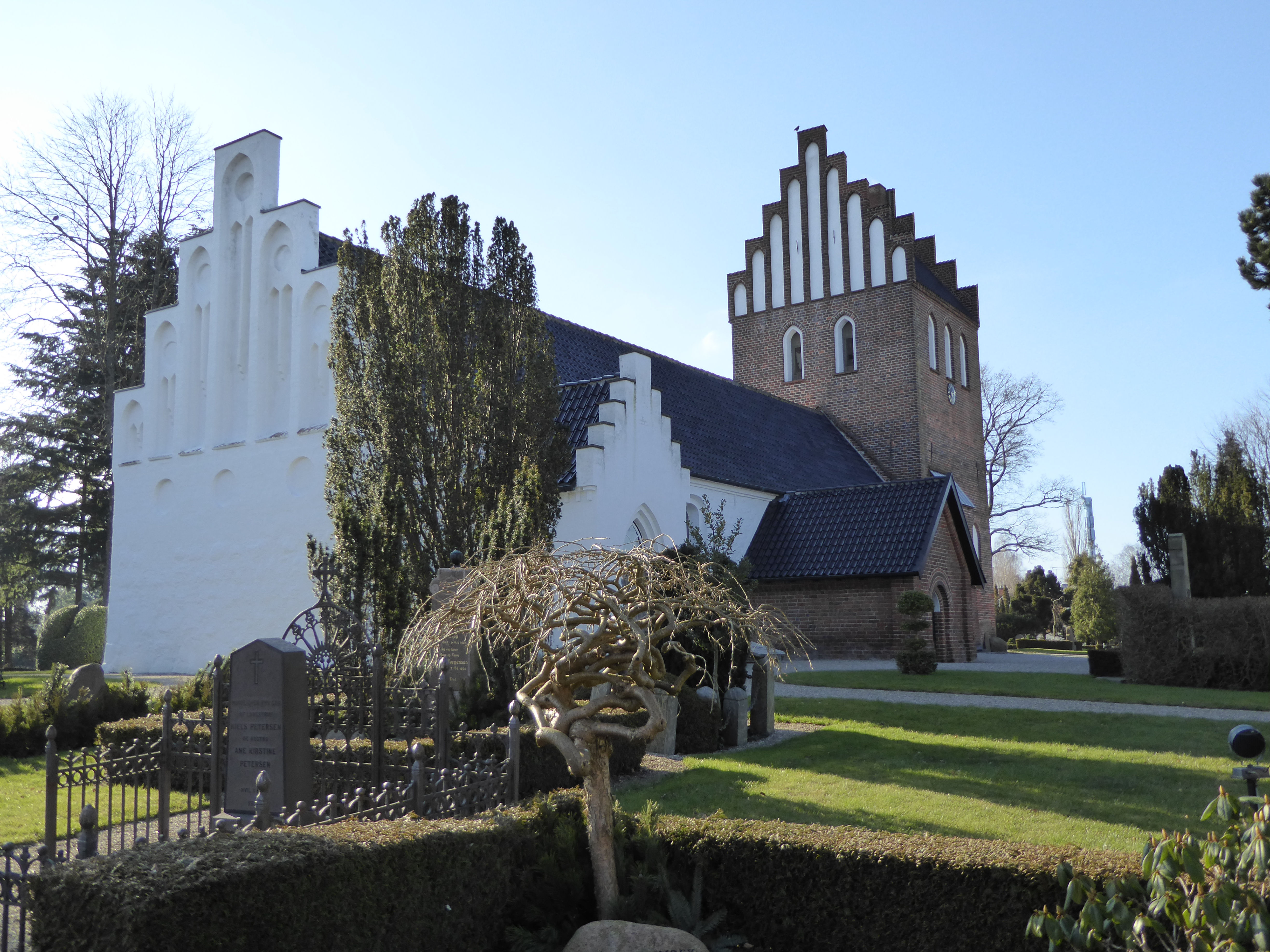
Die Asminderød Kirke
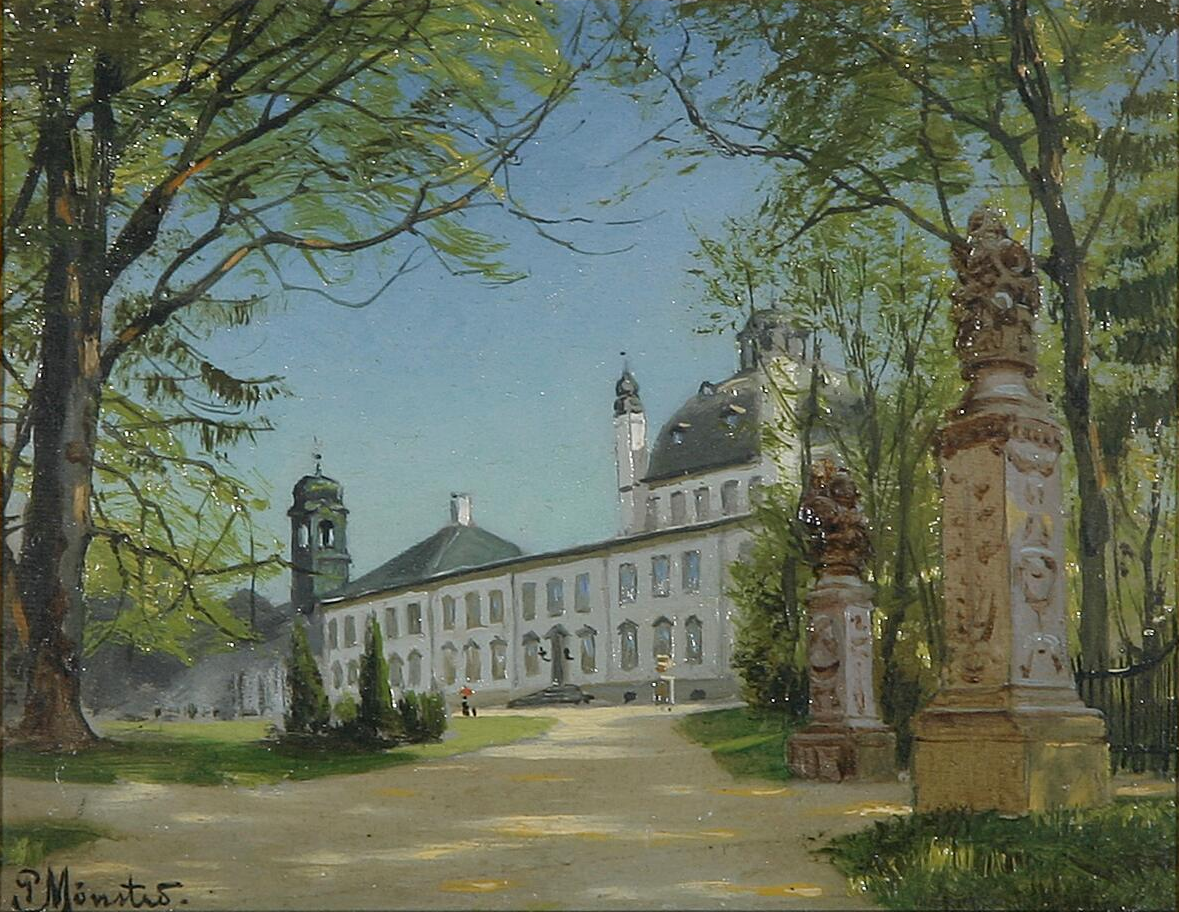
Das Fredensborg Slot, gemalt von Peder Mønsted

## Partnerstädte
Fredensborg unterhält mit folgenden sechs Städten und Gemeinden Partnerschaften:
- Paide
- Ingå
- Nittedal
- Sudbury
- Håbo
- Bad Berleburg

## Persönlichkeiten der Stadt
- Carl Wilhelm Jessen (* 1764; † 1823), Gouverneur von St. Thomas in Dänisch-Westindien[8]
- Caroline Hammer (* 1832; † 1915), dänische Fotografin, starb in Fredensborg
- Willy Breinholst (* 1918; † 2009), dänischer Schriftsteller, geboren im Dorf Grønholt, etwa 3,5 km südlich von Fredensborg
- Prinz Henrik von Dänemark (* 1934; † 2018), Ehemann der dänischen Königin Margrethe II, starb im Schloss Fredensborg
- Nick Hækkerup (* 1968), dänischer Politiker, Justizminister Dänemarks